# These Foolish Things (Remind Me of You)
These Foolish Things to standard muzyki popularnej i jazzowej, którego twórcami, zarówno tekstu jak i muzyki, są: Harry Link, Eric Maschwitz i Jack Strachey. Została napisana w 1935 roku i po raz pierwszy wykonała ją Judy Campbell. Utwór stał się hitem lata roku 1936, wykonywanym m.in. przez orkiestrę Benny'ego Goodmana.
W ciągu kilku dziesięcioleci od powstania, piosenka była wykonywana przez wielu artystów, zarówno głównego nurtu muzyki popularnej, jak przez artystów jazzowych:
wersje wokalne (wybrani wykonawcy):
- Bing Crosby
- Billie Holiday
- Sarah Vaughan
- Ella Fitzgerald
- Frank Sinatra
- Nat King Cole
- Rod Stewart
- Bryan Ferry
- Mildred Bailey
- Buck Clayton

wersje instrumentalne (wybrani wykonawcy): 
- Stan Getz
- Benny Goodman
- Benny Carter
- Thelonious Monk
- Max Roach
- Dave Brubeck
- Chet Baker
- Count Basie
- Lester Young